# Welfare šovinismus
Welfare šovinismus, někdy též sociální šovinismus je druh šovinismu a politické přesvědčení tvrdící, že možnost čerpat sociální výhody státu by měly mít pouze určité skupiny obyvatelstva. Podle welfare šovinismu má mít na sociální výhody nárok jen původní obyvatelstvo daného státu, stojící v opozici vůči imigrantům, nebo majorita, stojící v opozici vůči národnostním, etnickým či jiným menšinám (v takovém případě se hovoří i o welfare etnocentrismu). Jedním z jeho ústředních principů je tedy nativismus – politika podpory a ochrany zájmů původních obyvatel státu. Nejčastěji se k welfare šovinismu hlásí pravicové populistické strany, které spojují (domnělé) problémy sociálního státu s imigrací nebo různými sociálními skupinami, např. lidmi pobírajícími dávky nebo nezaměstnanými.

## Pravicový populismus a welfare šovinismus
Přestože pravicové strany často usilují o menší stát a omezení množství poskytovaných sociálních výhod, pravicově populistické strany mnohdy připouštějí rozšiřování sociálních výhod, pokud by skupinou jejich příjemců byli jejich voliči. Podle welfare šovinismu by záchytné sítě sociálního státu měly sloužit pouze těm, kteří jsou považováni za součást komunity. Spřízněnost s komunitou se odvíjí od národnosti nebo kulturních, etnických či rasových charakteristik jednotlivce. Lidé nezahrnutí do komunity jsou vnímaní jako příživníci zneužívající sociálních výhod státu. Imigrace je vnímaná jako zátěž již tak omezených společenských zdrojů. Ty by měly být dostupné etnicky homogenní původní populaci, nejlépe dětem a seniorům.

## Politické strany
Mezi současné politické strany, které používají nebo v minulosti používaly argumentaci welfare šovinismu, patří např.: Dánská lidová strana, Praví Finové, Svobodná strana Rakouska, Alternativa pro Německo, francouzské Národní sdružení, Švédští demokraté, řecký Zlatý úsvit, italská Liga severu, nizozemská Strana pro svobodu nebo česká Svoboda a přímá demokracie.